# Worldline
Worldline est une fintech française, comptant parmi les leaders mondiaux des services de paiements. Fondée en 1972, le Groupe est le 4e acteur mondial des paiements, avec 18 000 employés et une présence dans plus de 40 pays.
Worldline opère des services de paiement pour les commerçants, les entreprises et les institutions financières. Ces services couvrent l’ensemble de la chaine de valeur des paiements : traitement des émissions, acceptation des paiements, acquisition commerçants et traitement des acquisitions en France et en Europe. Les activités du Groupe intègrent également des services de billetterie électronique et des services numériques dans l’environnement industriel.
En 2024, le chiffre d’affaires de Worldline s’élève à 4,63 milliards d’euros. Un temps côtée sur le CAC 40, le groupe voit son cours chuter de 93 % en deux ans, en conséquence d'une perte de rentabilité et d'un scandale lié à sa gouvernance des clients dits à haut risque de réputation, en contradiction avec ses obligations réglementaires.

## Histoire

### 1972-2004: débuts et diversification
Les premières activités de Worldline dans le traitement des transactions de cartes de paiement remontent à l'année 1974, d'abord sous le nom de Sligos – issue en 1973 de la fusion entre Sliga, filiale de la banque Crédit lyonnais, et Cegos – puis, à partir des années 1980, avec Segin, spécialisée notamment dans les transactions sur Minitel. 
À partir des années 1990, l'entreprise se diversifie dans le paiement sur Internet avec Axime, qui donnera naissance – après sa fusion avec Sligos – au groupe Atos.

### 2004-2014: intégration au sein d'Atos
En 2004, Atos intègre ses activités de services de paiement et de services en ligne dans une division appelée alors Atos Worldline.
En 2006, Atos Worldline intègre dans son périmètre les sociétés belges Banksys, responsable de la sécurisation et de la garantie des paiements électroniques en Belgique, et Bank Card Company (BCC), spécialisée dans la gestion des systèmes de paiement liés aux deux plus grands réseaux de cartes de crédit du pays, Visa et MasterCard. Les deux sociétés, employant environ 1 100 salariés pour un chiffre d'affaires de 309 millions d'euros, sont rachetées à leurs quatre actionnaires : Dexia, Fortis, ING et KBC.
En 2010, Atos Worldline acquiert l'entreprise indienne Venture Infotek pour environ 100 millions de dollars et l'intègre à Atos Worldline. La société, spécialisée dans les moyens de paiement et le traitement des transactions, couvre le marché des commerçants ainsi que celui des banques et des programmes gouvernementaux.
En 2011, Atos acquiert les activités de SSII de Siemens, qui incluent également des activités de transactions électroniques, qui sont intégrés dans sa division Worldline. 
En 2012, Atos Worldline acquiert pour un montant inconnu Quality Equipment, une entreprise néerlandaise de paiements électroniques et l'intègre à Atos Worldline,.
En 2013, Atos filialise sa division Atos Worldline, lui donnant plus d'autonomie,.
En 2014, Atos introduit partiellement en bourse Worldline sur 26,59 % de ses participations pour 575 millions d'euros, valorisant Worldline à 2,1 milliards d'euros.

### 2014-2019: consolidateur des paiements européens
En novembre 2015, Worldline fusionne ses activités de traitement de transactions financières électroniques avec Equens, une entreprise néerlandaise. Dans le cadre de cette fusion, Worldline débourse 72 millions d'euros et détient ensuite 63,6 % de la co-entreprise Equens Worldline Company ainsi créée, le restant étant détenu par des banques néerlandaises, allemandes et italiennes, actionnaires d'Equens. Dans le cadre de cette fusion, Worldline a la possibilité à terme d'acquérir de manière préférentielle les participations de ces banques dans cette coentreprise.
En juillet 2017, Worldline annonce l'acquisition de la société suédoise Digital River World Payments (DRWP). L'entreprise, basée à Stockholm, génère un chiffre d'affaires annuel de 37 millions de dollars.
Dans la foulée, Worldline fait l'acquisition de First Data Baltics, filiale de First Data Corp en Lituanie, Lettonie et Estonie pour un montant d'environ 73 millions d'euros. Ces trois filiales ont dégagé en 2016 un chiffre d'affaires de 23 millions d'euros, employant environ 200 personnes.  
En mai 2018, Worldline fait l'acquisition de SIX Payment Services (Europe), division des services de paiement du groupe suisse SIX, pour un montant de 2,3 milliards d'euros, financés principalement par l'émission de nouvelles actions. Avec l'intégration des 1600 salariés de SIX et des activités et services d'acquisition commerçants servant plus de 200 000 commerçants pour un revenu d'environ 530 millions d'euros, Worldline s'octroie une hausse de 30 % de son chiffre d'affaires ainsi qu'une place de numéro un en Suisse, en Autriche et au Luxembourg. L'ambition de Worldline à travers cette opération est de créer un champion européen du paiement.
En janvier 2019, Atos, qui possède alors une participation de 50,8 %, annonce la vente par échange d'action d'une participation de 23,4 % dans Worldline à ses actionnaires,.

### Depuis 2019: Indépendance de Worldline et évolutions
En mai 2019, Worldline gagne en indépendance lorsque les actionnaires d'Atos approuvent le projet de redistribution de 23,4 % d'actions Worldline à leurs propres investisseurs. Atos reste alors le principal actionnaire de Worldline à hauteur de 27 % juste devant SIX Group, mais perd la possibilité de contrôler ses finances.
En septembre 2019, Worldline annonce la finalisation de l’acquisition des 36,4 % d’intérêts minoritaires dans equensWorldline. Worldline prend ainsi la pleine propriété d’equensWorldline.
En février 2020, Worldline annonce l’acquisition d'Ingenico, leader mondial du marché des terminaux de paiement et des services aux commerçants, pour 7,8 milliards d'euros. Les actionnaires de Worldline gardant une participation de 65 % et ceux d'Ingenico de 35 %. À la suite de cette acquisition, Atos annonce vendre une participation de 13,1 %, ne gardant plus qu'une participation de 3,8 %. En parallèle, Bpifrance annonce augmenter sa participation.
En mars 2020, Worldline est admis au sein du CAC 40, l’indice phare de la Bourse de Paris, ce qui reflète principalement l’évolution de la liquidité et de la capitalisation boursière du Groupe passé de 2,2 milliards d’euros en juin 2014 à son admission en Bourse à plus de 11 milliards lors de son entrée dans le CAC 40.
En avril 2020, Worldline annonce l’acquisition de GoPay par l’achat de 53 % des parts. L’entreprise annonce également un achat de la totalité des parts pour courant 2022. GoPay est un spécialiste des paiements en ligne en Europe de l’Est. Worldline compte par cette action s’installer durablement dans l’Est et le centre de l’Europe.
En mai 2020, son PDG Gilles Grapinet annonce la création de l’European Digital Payment Industry Alliance (EDPIA), organisation professionnelle rassemblant les principales sociétés européennes spécialisées dans les paiements électroniques (Ingenico, Nets, Nexi et Worldline), et qui se fixe pour objectif de mieux coordonner la représentation des grands industriels du secteur auprès des autorités européennes et autres parties prenantes de l’écosystème des paiements. Gilles Grapinet en assure la première présidence.
En juillet 2021, la société de service de paiement annonce le rachat de 80 % d’Axepta Italie, une filiale de BNP Paribas pour un montant de 180 millions d’euros.
En février 2022, Worldline annonce entrer en négociation exclusive avec le fonds Apollo pour la vente pour 2,3 milliards d'euros de sa filiale TSS, filiale ayant reprise les activités de terminaux de paiement d'Ingenico. En avril 2022, Worldline annonce l'acquisition d'une participation de 51 % dans les activités de paiements électroniques de la banque ANZ pour 925 millions de dollars australiens.
En avril 2023, Worldline et Crédit Agricole entrent en négociations exclusives pour créer un acteur majeur des services de paiement pour les commerçants en France. Il s’agit d’un projet de création d’une co-entreprise opérationnelle en 2025, qui s’appuierait sur l’ancrage de Crédit Agricole dans l’acquisition commerçants, sa connaissance intime du marché français et la force de frappe de ses réseaux de distribution, associés aux infrastructures globales de Worldline en termes d’innovation et d’expertise technologique,.
En octobre 2023, à la suite d'annonces de croissance plus basses que prévu (révision de croissance organique de son chiffre d'affaires de 6% à 7% en 2023, contre 8% à 10% précédemment), et d'une baisse de ses objectifs de marge et de trésorerie disponible pour 2023, la société perd 59,24% de sa valeur en une séance alors que le CAC40 clôture à +0,30%, ce qui constitue la plus forte baisse historique du CAC 40. La société clôture ainsi le 25 octobre à 9,42 euros, son plus bas niveau depuis son introduction en Bourse, en 2014, près de neuf fois inférieur à celui de son pic de juillet 2021 (80 euros). L'ampleur de la baisse reflète la perte de confiance des investisseurs envers la stratégie de l'entreprise. Selon l'enquête «Dirty Payments  » publiée en 2025 par une consortium de journaux, la baisse de rentabilité est due à la mise à l'écart, sous la contrainte de la BaFin, des clients les plus véreux mais aussi les plus rentables de l'entreprise, impliqués dans de possibles fraudes et arnaques, mais aussi dans la prostitution, les jeux en ligne illégaux, des sites pornos contestés, etc
Le 14 décembre 2023, Bernard Bourigeaud, le président du conseil d'administration de Worldline, décède,.
Le 18 décembre 2023, Worldline sort du CAC40.
Le 21 mars 2024, pour remplacer Bernard Bourigeaud, le groupe annonce l'arrivée en tant que président du conseil d'administration de Wilfried Verstraete, qui a dirigé pendant 12 ans l'assureur-crédit Euler Hermes. Cette nomination intervient après une année 2023 difficile conclue par une perte nette de plus de 800 millions d'euros.
Le 13 juin 2024, à l'occasion de l'assemblée générale annuelle de Worldline et comme annoncé le 21 mars 2024, le conseil d'administration décide, sur recommandation du comité des nominations, de nommer Wilfried Verstraete Président du Conseil d’administration.
Le 13 septembre 2024, Worldline, qui avait perdu 29 millions d'euros au premier semestre, a annoncé le départ de son directeur général Gilles Grapinet après 11 ans à ce poste, et a lancé la recherche de son successeur. Marc-Henri Desportes, précédemment directeur général délégué, a été nommé le 1er octobre Directeur général sur une période d'intérim. L'intérim se termine avec la nomination de Pierre-Antoine Vacheron comme directeur général à partir du 1er mars 2025.
En juin 2025, des médias membres de European Investigative Collaborations publient des articles d'une enquête intitulée "Dirty Payments" au sujet du traitement par Worldline d'argent sale. Selon ces médias, l'entreprise a pendant plus de 10 ans « opéré, en toute impunité, des milliards d’euros de paiements frauduleux ou contraires à l’éthique, pour le compte des pires acteurs du e-commerce », dits « High Brand Risks », violant ainsi sciemment ses obligations réglementaires, et continuerait à le faire dans une moindre mesure, malgré les alertes de ses partenaires tels que Visa et les demandes de l'autorité de régulation allemande. Ces révélations entraînent une nouvelle chute en bourse, le titre perdant plus de 38 %, ce qui porte à 93 % la diminution de sa valeurs en deux ans.
Le 27 juin 2025, à la suite de l'enquête de l'European Investigative Collaborations, le Parquet de Bruxelles ouvre une enquête visant la filiale belge de Worldline pour blanchiment d'argent

## Communication

### Identités visuelles

Logo jusqu'en septembre 2021.
Logo depuis septembre 2021.

## Direction

### Présidence
- Wilfried Verstraete

### Direction Générale
- Pierre-Antoine Vacheron

## Actionnaires
| SIX Group       | 10,6 % |
| Crédit Agricole | 7 %    |
| Bpifrance       | 4,4 %  |
| Salariés        | 0,8 %  |
| Worldline       | 0,1 %  |
| Flottant        | 83,9 % |